# Alf Wallin
Alf Gerhard Wallin, född 8 maj 1937 i Lund, död 9 juli 2025 i Jönköping, var en svensk ämbetsman. 
Wallin, som var son till lantbrukare John Wallin och Anna Andersson, avlade studentexamen 1956 och agronomexamen 1962. Han var anställd vid lantbruksnämnden i Kronobergs län 1962–1966, vid Lantbruksstyrelsen 1966–1967, Jordbruksdepartementet 1967–1970 och 1972–1975, Finansdepartementet 1970–1972, Lantbruksstyrelsen 1975, överdirektör där 1977, tillförordnad generaldirektör 1989 och överdirektör vid Statens jordbruksverk 1991–1995. Han var ordförande i djurhälsoutredningen, norrlandskommittén, expert i 1983 års livsmedelskommitté, ordförande för Statens veterinärmedicinska anstalt, ordförande i kommittén för avveckling av Lantbruksstyrelsen och Statens jordbruksnämnd samt rådgivningsutredningen.